# پژکوادانیتس
پژِکوادانیـِـتس (لهستانی: Przekładaniec) که در انگلیسی با عناوین مختلفی چون «کیک ورقه‌ای» (انگلیسی: Layer Cake؛ معنای تحت‌اللفظی)، «آش شله‌قلمکار» (انگلیسی: Hodge Podge) و «خپله» (انگلیسی: Roly Poly) ترجمه شده‌است، یک فیلم کمدی کوتاه علمی-تخیلی به کارگردانی آندری وایدا است که در سال ۱۹۶۸ میلادی منتشر شد.
فیلم‌نامهٔ این فیلم اثر استانیسلاو لم و اقتباسی آزاد از یک نمایش‌نامهٔ رادیویی به نام «اونجایی، آقای جونز؟» (لهستانی: Czy pan istnieje, Mr. Johns) است که از آثار خود نویسنده است. این فیلم یکی از معدود مواردی بود که استانیسلاو لم از نتیجهٔ اقتباس‌شده از آثارش راضی بود.